# سبرينغ فالي (كاليفورنيا)
سبرينغ فالي (بالإنجليزية: Spring Valley CDP (San Diego County), California)‏ هي منطقة سكنية تقع بولاية كاليفورنيا في الولايات المتحدة. تبلغ مساحتها 19.099 كم2، وترتفع عن سطح البحر 119 م، بلغ عدد سكانها 28,205 نسمة في عام 2010 حسب إحصاء مكتب تعداد الولايات المتحدة وتصل الكثافة السكانية فيها 1,476.8 نسمة لكل كيلومتر مربع (3,824.9/ميل2).

## التركيبة السكانية
حدّد مكتب تعداد الولايات المتحدة بيانات التركيبة السكانية لسبرينغ فالي في تعداد الولايات المتحدة. في ما يلي، التركيبة السكانية حسب تعدادي 2000 و2010.

### تعداد عام 2000
بلغ عدد سكان سبرينغ فالي 26,663 نسمة بحسب تعداد عام 2000، وبلغ عدد الأسر 9,129 أسرة وعدد العائلات 6,900 عائلة مقيمة في المنطقة السكنية. في حين سجلت الكثافة السكانية 1,396 نسمة لكل كيلومتر مربع (3,615.6/ميل2). وبلغ عدد الوحدات السكنية 9,291 وحدة بمتوسط كثافة قدره 486.5 لكل كيلومتر مربع (1,260.0/ميل2).
وتوزع التركيب العرقي للمنطقة السكنية بنسبة 68.08% من البيض و10.24% من الأمريكيين الأفارقة و0.77% من الأمريكيين الأصليين و4.79% من الأمريكيين ذوي الأصول الآسيوية و0.52% من سكان جزر المحيط الهادئ و9.45% من الأعراق الأخرى و6.15% من عرقين مختلطين أو أكثر و21.48% من الهسبانيون أو اللاتينيون من أي عرق.
بلغ عدد الأسر 9,129 أسرة كانت نسبة 44.4% منها لديها أطفال تحت سن الثامنة عشر تعيش معهم، وبلغت نسبة الأزواج القاطنين مع بعضهم البعض 54.8% من أصل المجموع الكلي للأسر، ونسبة 15.6% من الأسر كان لديها معيلات من الإناث دون وجود شريك، بينما كانت نسبة 5.2% من الأسر لديها معيلون من الذكور دون وجود شريكة وكانت نسبة 24.4% من غير العائلات. تألفت نسبة 17.5% من أصل جميع الأسر من عدة أفراد يعيشون في نفس المنزل ونسبة 6% كانت تتألف من شخص يعيش بمفرده يبلغ من العمر 65 عاماً أو أكثر. وبلغ متوسط حجم الأسرة المعيشية 2.90، أما متوسط حجم العائلات فبلغ 3.27.
بلغ العمر الوسطي للسكان 33.1 عاماً. وكانت نسبة 29.1% من القاطنين تحت سن الثامنة عشر، وكانت نسبة 9.1% بين الثامنة عشر والرابعة والعشرين عاماً، ونسبة 31.2% كانت واقعةً في الفئة العمرية ما بين الخامسة والعشرين والرابعة والأربعين عاماً، ونسبة 20.7% كانت ما بين الخامسة والأربعين والرابعة والستين، ونسبة 9.3% كانت ضمن فئة الخامسة والستين عاماً فما فوق. يوجد لكل 100 أنثى 94.9 ذكر، ويوجد لكل 100 أنثى في الثامنة عشر من عمرها فما فوق 91.8 ذكر.
بلغ متوسط دخل الأسرة في المنطقة السكنية 48,271 دولارًا، أما متوسط دخل العائلة فبلغ 51,217 دولارًا. وكان متوسط دخل الذكور 36,338 دولارًا مقابل 30,297 دولارًا للإناث. وسجل دخل الفرد الخاص بالمنطقة السكنية 19,504 دولارًا. وكانت نسبة 6.5% من العائلات ونسبة 8.6% من السكان تحت خط الفقر، وكان من هؤلاء نسبة 12% تحت سن الثامنة عشر ونسبة 3.2% في الخامسة والستين من العمر وما فوق.

### تعداد عام 2010
بلغ عدد سكان سبرينغ فالي 28,205 نسمة بحسب تعداد عام 2010، وبلغ عدد الأسر 9,305 أسرة وعدد العائلات 7,090 عائلة مقيمة في المنطقة السكنية. في حين سجلت الكثافة السكانية 1,476.8 نسمة لكل كيلومتر مربع (3,824.9/ميل2). وبلغ عدد الوحدات السكنية 9,741 وحدة بمتوسط كثافة قدره 510 لكل كيلومتر مربع (1,320.9/ميل2).
وتوزع التركيب العرقي للمنطقة السكنية بنسبة 59.50% من البيض و11.10% من الأمريكيين الأفارقة و0.84% من الأمريكيين الأصليين و5.89% من الأمريكيين ذوي الأصول الآسيوية و0.84% من سكان جزر المحيط الهادئ و15.36% من الأعراق الأخرى و6.48% من عرقين مختلطين أو أكثر و32.60% من الهسبانيون أو اللاتينيون من أي عرق.
بلغ عدد الأسر 9,305 أسرة كانت نسبة 41.4% منها لديها أطفال تحت سن الثامنة عشر تعيش معهم، وبلغت نسبة الأزواج القاطنين مع بعضهم البعض 53.1% من أصل المجموع الكلي للأسر، ونسبة 16.3% من الأسر كان لديها معيلات من الإناث دون وجود شريك، بينما كانت نسبة 6.8% من الأسر لديها معيلون من الذكور دون وجود شريكة وكانت نسبة 23.8% من غير العائلات. تألفت نسبة 17.3% من أصل جميع الأسر من عدة أفراد يعيشون في نفس المنزل ونسبة 6% كانت تتألف من شخص يعيش بمفرده يبلغ من العمر 65 عاماً أو أكثر. وبلغ متوسط حجم الأسرة المعيشية 3.01، أما متوسط حجم العائلات فبلغ 3.39.
بلغ العمر الوسطي للسكان 35.0 عاماً. وكانت نسبة 26.5% من القاطنين تحت سن الثامنة عشر، وكانت نسبة 10% بين الثامنة عشر والرابعة والعشرين عاماً، ونسبة 26.6% كانت واقعةً في الفئة العمرية ما بين الخامسة والعشرين والرابعة والأربعين عاماً، ونسبة 26.5% كانت ما بين الخامسة والأربعين والرابعة والستين، ونسبة 10.5% كانت ضمن فئة الخامسة والستين عاماً فما فوق. وتوزع التركيب الجنسي للسكان بنسبة 48.8% ذكور و51.2% إناث.